# Taliesin (bard)
Taliesin (tal iesin, stralende wenkbrauw) was een 6e-eeuwse Britse bard aan het hof van koning Urien van Rheged (gestorven ca. 590) en diens zoon Owein (gestorven ca. 595), bekend van Arthurlegenden. Een aantal van zijn gedichten zijn bewaard gebleven in het 14e-eeuwse Boek van Taliesin. 
Enige gedichten suggereren dat Taliesin ook aan het hof van Brochfael Ysgithrog van Powys en diens opvolger Cynan Garwyn heeft verbleven. 
Taliesin wordt wel Taliesin Ben Beirdd (Taliesin hoofd der barden) genoemd. 

### Hanes Taliesin
Lady Charlotte Guest (1812-1895) voegde de Mabinogi van Taliesin toe aan haar Mabinogion (1849). In volgende uitgaven is Taliesins verhaal meestal weggelaten, omdat het later zou zijn samengesteld. Ze gebruikte daarvoor twee fragmenten: een van een manuscript in de bibliotheek van de Welshe School in Londen en een ander van een manuscript in de bibliotheek van Iolo Morgannwg (1747-1826), dat al vertaald was door Dr Owen Pughe (1759-1835). Lady Guest werd door de dominee John Jones (1792-1852) geholpen om met name in de vertaalde gedichten verbeteringen aan te brengen. De versie van Iolo Morgannwg was door Llewelyn Sion (1540 - ca. 1615) uit vroegere fragmenten van de Hanes Taliesin samengesteld.
Onafhankelijk van de aan Llewelyn Sions toegeschreven versie bestaat een fragmentarische navertelling van Taliesins verhaal door Elis Gruffydd (ca. 1490 - ca. 1552), dat deel uitmaakt van zijn Chronicle of the World (kroniek van de wereld). Gruffydd maakte bij zijn compilatie van de kroniek gebruik van ouder materiaal. Hij plaatste het verhaal van Taliesin in de periode van de 6e eeuw.
Er bestaan ook varianten op de archaïsche tekst van Hanes Taliesin, van Owen Jones en Lewis Morris (Y Man Gofion, de kleine herinneraar, 1726).

### Historia Brittonum
In de Historia Brittonum wordt Taliesin 'een van de vijf grote Britse dichters' genoemd, samen met Talhaearn Tad Awen (Talhaearn vader van de muze), Aneirin (die Y Gododdin zou hebben geschreven), Blwchfardd en Cian Gwenith Gwawd. In de verzameling gedichten Y Gododdin wordt Taliesin ook genoemd.

## Leven
Er is over Taliesins leven niet veel bekend. Volgens de legende was hij als kind geadopteerd door Elffin, de zoon van Gwyddno Garanhir, een heer van Cantre'r Gwaelod. Elffin was zijn eerste mecenas. Volgens een legende uit de Hanes Taliesin van Elis Gruffydd , uit het midden van de 16e eeuw, zou Taliesin op 13-jarige leeftijd een bezoek hebben gebracht aan Elffins oom Maelgwn Gwynedd en diens overlijden correct hebben voorspeld. Later in Rheged prees Taliesin in verschillende gedichten de overwinningen van koning Urien in de veldslagen van Argoed Llwyfain, The Ford of the Clyde en Gwen Ystrad. Ook komt in Taliesins gedichten de Slag van Arfderydd (ca. 573) voor. Volgens de Welshe Triaden was Afaon een zoon van Taliesin.

## Mythe
Volgens de meer dan vier verschillende versies  van de Hanes Taliesin leefde er in de tijd van koning Arthur in de regio Llyn Tegid (Bala Meer) een edelman met de naam Tegid Foel (de kale). Hij was getrouwd met Ceridwen, een magiër. Ze kregen twee kinderen: een heel lelijke jongen, Morfran (grote kraai), later bekend als Afagddu (complete duisternis) en een heel mooi meisje, Creirwy (lieve). Om haar zoon toch een kans op een redelijk bestaan te geven, wilde ze hem wijsheid geven, door, volgens de Boeken van de Fferyllt, een drank voor hem te brouwen. In een ketel moesten speciale kruiden een jaar en een dag worden gekookt, waarna er drie druppels Inspiratie van werden getrokken. Om het vuur brandende te houden werd de oude blinde man Morda aangesteld, geholpen door  de jongen Gwion Bach (klein), zoon van Gwreang van Llanfair Caereinion in Powys. Aan het eind van het jaar kwamen de drie hete druppels op Gwion Bachs duim en hij stopte die vlug in zijn mond, waarop hij alles wist. Hij begreep dan ook dat Ceridwen hem zou doden, zodra ze wist dat hij de druppels had geproefd. De ketel brak in tweeën en Gwion Bach vluchtte als een haas, gevolgd door Ceridwen in de gedaante van een zwarte hazewindhond. Hij veranderde in een vis en zij werd een vrouwtjes otter. Hij werd een vogel en zij een havik. Ten slotte werd hij een graankorrel en zij een zwarte hen. Toen ze de graankorrel oppikte werd ze zwanger en negen maanden later beviel Ceridwen van een prachtig zoontje. Ze kon het niet over haar hart verkrijgen hem te doden en stopte hem in een leren zak en wierp hem in zee.
Tijdens de regering van Maelgwn Gwynedd bezat aan de oever van de Conwy de edelman Gwyddno Garanhir een visweer en hij was gewoon op Eve May (All Hallows) voor honderd pond aan zalm op te halen. Hij stuurde zijn zoon Elffin, die met weinig geluk bedeeld was, naar de oever, maar hij vond er geen enkele vis. Wel vond hij de zak met de jongen en riep uit "Zie, een stralende wenkbrauw" en zo kwam Gwion Bach (er wordt verteld na veertig jaar ronddobberen) aan de naam Tal iesin. Het kind bleek direct in staat gedichten te maken. Hij werd naar Gwyddno's hof gebracht en grootgebracht door Elffins vrouw. Elffin werd toen een welvarend man. Toen Taliesin dertien jaar was, ging Elffin met Kerst naar zijn oom Maelgwn Gwynedd in Deganwy. Toen er gezegd werd dat Maelgwns vrouw de schoonste was en zijn barden het wijst, merkte Elffin op dat zijn eigen vrouw mooier en kuiser was en zijn eigen bard (Taliesin) talentvoller dan die van zijn oom. Daarop werd hij in de toren gevangengezet, totdat bewezen was dat hij de waarheid had verteld. Maelgwns zoon, Rhun, probeerde daarop Elffins vrouw te verleiden, maar Taliesin was zo wijs om haar te adviseren met haar dienstmeid van kleding en plaats te wisselen en haar bovendien haar ring te geven. Toen de dienstmeid door Rhun verleid was veel te drinken en in slaap viel, sneed Rhun haar pink af met de ring en keerde terug naar Maelgwns hof. Elffin had gelijk door dat de vinger niet van zijn vrouw was. De bard Taliesin moest nog verschijnen aan het hof om zijn talenten te bewijzen. Hij bracht de barden aan het hof in trance, zodat ze sprakeloos werden, vertelde van zijn vorige levens en riep een storm op, die de burcht op zijn grondvesten deed trillen. Toen Elffin werd gebracht brak Taliesin middels gezang diens ketenen. Meer gezangen bracht Taliesin ten gehore en iedereen was hogelijk verbaasd. Hij riep Elffins vrouw ten tonele en zij liet haar tien vingers zien om te bewijzen dat Rhun niet haar had verleid en verminkt. Er werd nog een paardenrace gehouden, waarin Elffins paard door Taliesins magie het snelste was en op de plek waar het winnende paard stopte werd een ketel gevuld met goud gevonden. Taliesin schonk de schat aan Elffin, omdat die hem destijds uit het water had gered en voor hem had gezorgd. Taliesin zong The Four Pillars of Song over de wereldorde, haar schepping en einde en deed daarna voorspellingen, onder meer over Maelgwns overlijden.

### Y man Gofion
Volgens de jongste versie (1726) van Lewis Morris, Y Man Gofion (manuscript Cwrtmawr 14, folio 10) was Taliesin onder Latijnse schrijvers bekend als Telesinus en was hij rond 510 geboren. Maelgwn Gwynedd, de Britse prins die woont in Conway, wordt er de zoon genoemd van Caswallon Lawhir zoon van Einion Yrth zoon van Cynedda Wledig. Taliesin was een tijdgenoot van Aneurin Wawdrydd (Anairf Wawdydd, Aneurin de Satyr). Elffin ('volgens sommigen Maelgwyns broer') vond Taliesin in een leren boot (zak) in Cored Wyddno in de 'Comot of Creuddun' in Caernarfonshire. Als arme jongen had Taliesin voor brood gebedeld in Creigiau'r Eryri, waar twee gwiddans (heksen) een toverdrank kookten, maar gebrek aan brandhout hadden. Taliesin stelde hen voor veel water op weinig hout te laten koken en toen de drank klaar was nam hij zelf de eerste drie druppels, terwijl de heksen die aan hun eigen zonen hadden willen geven. Ze wisten hem te grijpen en wierpen hem in een zak in zee.